# Нагач
Нагач (словац. Naháč) — село и одноимённая община в районе Трнава Трнавского края Словакии. В письменных источниках начинает упоминаться с 1426 года.

## География
Село расположено в западной части края, в долине Малых Карпат, при автодороге 502. Абсолютная высота — 269 метров над уровнем моря. Площадь муниципалитета составляет 19,67 км². В селе есть римско-католическая Церковь Святого Михаила.

## Население
По данным последней официальной переписи 2021 года, численность населения селa составляла 385 человек.
Динамика численности населения общины по годам:
| Год:                | 1994 | 2004    | 2014    | 2024     |
| ------------------- | ---- | ------- | ------- | -------- |
| Количество человек: | 458  | 441     | 446     | 395      |
| Разница:            |      | −3,71 % | +1,13 % | −11,43 % |

Национальный состав населения (по данным переписи населения 2011 года):
| Национальность | Численность, человек |
| -------------- | -------------------- |
| словаки        | 453                  |
| не указана     | 7                    |

## Известные уроженцы и жители
- Фандли, Юрай (1780—1807) — словацкий писатель-моралист и историк, поэт, учёный-энтомолог и католический священник.